# O poveste veselă
„O poveste veselă” este o poezie scrisă de George Coșbuc, publicată pentru prima oară în 1896 în volumul Fire de tort.

## Legături externe
- Poezia „O poveste veselă” la wikisursă